# KK Nevėžis Kėdainiai
El KK Nevėžis (Lituà: Krepšinio Klubas Nevėžis) és un club de bàsquet de la ciutat de Kėdainiai (Lituània). El club porta el nom del riu Nevėžis.